# Christoph Brüx
Cristóbal Brüx ( 13 de diciembre de 1965 , Sonsbeck/Niederrhein, Renania del Norte-Westfalia) es un compositor, productor musical, teclista y la arreglista alemán.
Compuso para los intérpretes tales como No Angels, Matías Reim, el „The Underdog Project“  etcétera y también compuso cuentas de película.

## Biografía
Cristóbal Brüx nació en Sonsbeck (Renania del Norte-Westfalia) hasta 1985 que fue a la escuela Städtisches Stiftsgymnasium Xanten

Siguiendo su interés en la música,  comenzó tempranamente a tomar lecciones de piano y se graduó más tarde en un Conservatorio de la música.
Bruex compuso para varios intérpretes por ejemplo:
- Bro'sis: cuyo primer álbum nunca olvida (de donde usted viene), donde participó Cristóbal Brüx adentro, se ha lanzado al público en enero de 2002, anotado en el platino de Alemania.[2]
- No Angels: El álbum “Pure” donde él participó adentro, la derecha de la rosa después de lanzarla al público alineó #1 en las cartas del álbum y el #3 alemanes y #9 en Austria y Suiza.[3]

Escribió la música para varias películas (también vídeos de la industria y corporativos)
- TKKG- el „Club der Detektive“ (TKKG-  el club de los detectives privados) (demostración detective de la TV en Alemania) fue nominado en 2007 para la atención en el festival alemán „Goldener Spatz“ de los medios de los niños.[4]

Ya en su juventud su sensibilidad apareció en lo referente a su ambiente. Su respecto grande por naturaleza particularmente a los resultados en su vídeo subacuático conmovedor ' ' Niklas' Theme' '.
Cristóbal Brüx hoy vive en Hamburgo, (Alemania)

## Proyecta (gama)

### Esculturas y pinturas
|   |
| . |

|   |
| . |

|   |
| . |

|   |
| . |

|   |
| . |

|   |
| . |

|   |
| . |

|   |
| . |

### Vendas
- SMC Unity

Miembros:  Sofie St. Claire, Matías Menck, Cristóbal Brüx,
- Dolphin Sound

Miembros: Cristóbal Brüx, Matías Menck

#### Discografía (gama)[7][8]
| Año  | Intérprete                                  | título                                       |
| ---- | ------------------------------------------- | -------------------------------------------- |
| 1993 | SMC Unity                                   | Move'n Groove                                |
| 1994 | SMC Unity                                   | Make It Happen                               |
| 1995 | Matthias Reim                               | Tina geht tanzen (Canción contra las drogas) |
| 1995 | Matthias Reim                               | Ist das Liebe?                               |
| 1995 | Matthias Reim                               | Alles klar                                   |
| 1996 | Dolphin Sound                               | The Circle                                   |
| 1997 | Matthias Reim                               | Wenn du gehen willst, musst du gehen         |
| 1997 | Matthias Reim                               | Das erste Mal                                |
| 1998 | Sweet Sour                                  | Pick A Number                                |
| 2000 | The Underdog Project                        | Tonight                                      |
| 2001 | Double M.                                   | Featuring Sophie* - Friday Nite              |
| 2001 | Brooklyn Bounce                             | Born To Bounce (Music Is My Destiny)         |
| 2002 | Bro'Sis                                     | All I Wanna Know                             |
| 2002 | Bro'Sis                                     | Let Me Know                                  |
| 2002 | The Underdog Project                        | I Can't Handle It (Alex K Mix)               |
| 2003 | The Underdog Project                        | Winter Jam                                   |
| 2003 | Vanessa S                                   | Shining                                      |
| 2003 | No Angels                                   | Angel of Mine (Album Pure)                   |
| 2004 | Novastar (2)                                | Summer Jam                                   |
| 2005 | 18auf12 feat. Gary Krosnoff                 | Back to St. Pauli                            |
| 2006 | Tony Cook & The Trunk-O-Funk                | Cash Advance                                 |
| 2007 | Alex Prinz u.a.                             | Try to write a lovesong (Ambient)            |
| 2010 | Club de fans 18auf12: 100 años FC St. Pauli | One Hundred Beers ( 100 cervezas)            |

### Filmografía (gama)
- Für die Familie (para la familia) (corto-película, Alemania 2004)
- Alina (Alina) (TV-serie, Alemania 2005)[15]
- Alinas Traum (sueño de Alinas) (TV-película, Alemania 2005)

### otros (gama)
- CD: ESTRATEGIAS MENTALES para su ÉXITO[16]
- Energía SM-MOT-02 (tarjeta de Synth de Yamaha SmartMedia para el sintetizador de las Motif-series de Yamaha)[17]

## Para ver y oír
- Wikimedia Commons alberga una categoría multimedia sobre Christoph Brüx (Esculturas y pinturas).
- Niklas' Theme (YouTube) vídeo subacuático
- try to write a lovesong (YouTube) vídeo subacuático

## Artistas relacionados
| - No Angels - Matthias Reim - Bro'Sis - The Underdog Project - Brooklyn Bounce - Vanessa S - Anke Engelke - Marc et Claude | - Al Jarreau - Kool & The Gang - Matthias Menck - Thomas Hettwer - Tina Turner - Niklas Schmidt - David Hasselhoff - Bonnie Tyler | - Blümchen - Rainhard Fendrich - Anna David - Tony Cook - Moloko |